# جورج هنتر (رجل أعمال)
جورج هنتر (بالإنجليزية: George Hunter)‏ هو فاعل خير وشخصية أعمال أمريكي، ولد في 1886، وتوفي في 1950.